# Half-Life (spelserie)
Half-Life (ibland skrivet som HλLF-LIFE) är en serie datorspel med science fiction-tema. Alla spel är förstapersonsskjutare, linjära och designade för en spelare. 
Spelen i serien har utvecklats av Valve Corporation, Gearbox Software och Taito Corporation. Det första spelet, Half-Life, var Valves första titel och släpptes i november 1998. Half-Life och dess expansioner använder sig av spelmotorn GoldSrc, medan Half-Life 2 med expansioner använder Source. Half-Life: Alyx från 2020 använder spelmotorn Source 2.
En pusselbaserad spin-off serie som utspelar sig i samma fiktiva universum som Half-Life startade med Portal år 2007, följt av uppföljaren Portal 2 år 2011.

## Datorspel

### Huvudserien
- Half-Life (1998)
  - Half-Life: Opposing Force (1999)
  - Half-Life: Blue Shift (2001)
  - Half-Life: Decay (2001)
- Half-Life 2 (2004)
  - Half-Life 2: Episode One (2006)
  - Half-Life 2: Episode Two (2007)
- Half-Life: Alyx (2020)

### Spinoff-spel
- Half-Life 2: Survivor (2006)
- Portal (2007)
- Portal 2 (2011)

### Fotnoter
1. ↑  Benny Holmström (11 juli 2017). ”Half-Life har fått en uppdatering”. PC Gamer. Arkiverad från originalet den 16 juli 2017. https://web.archive.org/web/20170716143417/http://www.pcgamer.se/2017/07/half-life-har-fatt-en-uppdatering/. Läst 13 juli 2017.